# Isola Kasatochi
L'isola Kasatochi (Qanan-tanax̂ in lingua aleutina), che si identifica con il vulcano Kasatochi, è una delle isole Andreanof, che fanno parte delle Aleutine; si trova nel mare di Bering, a sud-est dell'Alaska, USA, 15 km a nord-ovest dell'isola Atka.
L'isola è stata per la prima volta segnata in una carta nautica nel 1802 con il nome russo di Kosatochyey, dal tenente Gavriil Saryčev della Marina imperiale russa.

## Vulcano Kasatochi
Il vulcano dormiente da oltre un secolo è del tipo stratovulcano ed è entrato in attività il 7 agosto 2008 con una forte attività esplosiva che ha prodotto un'importante colonna di cenere che ha raggiunto la stratosfera. L'isola aveva un'area di 5.051 km² ed è disabitata.
Alcuni giorni prima dell'entrata in attività sono stati evacuati due ricercatori che erano presenti sull'isola per osservazioni naturalistiche. Prima dell'eruzione era presente nel cratere un lago di acqua salata posto a circa sessanta metri sopra il livello del mare. L'attuale eruzione verosimilmente muterà parecchio la conformazione dell'isola.

### Eruzione del 7-8 agosto 2008
Le tre eruzioni esplosive avvenute tra il 7 e 8 agosto 2008 hanno mandato una grande quantità di ceneri e di anidride solforosa a una altezza che si stima oltre i 10'000 metri. Il satellite della NASA che ha elaborato l'immagine qui esposta, ha rilevato il 10 agosto questa situazione. La nuvola di ceneri portata dai venti prevalenti si è spostata a sud est, lambendo le coste canadesi e statunitensi.
È dall'eruzione del 1991 del vulcano cileno Hudson, che non veniva mandata nell'atmosfera una così grande quantità di anidride solforosa. Le ceneri hanno anche impedito la navigazione aerea in questa area, il 10 agosto ben 44 voli di linea sono stati deviati per evitare di entrare in contatto con le ceneri che possono causare danni ai motori degli aerei.

### Dopo l'eruzione
Dalle prime ricognizioni aeree effettuate dall'Alaska Volcano Observatory, si nota che l'eruzione ha portato alla pressoché totale cancellazione di flora e fauna sull'intera isola nonché ad una estensione delle coste dovuta alle numerose colate piroclastiche. Non è noto ancora se tale materiale sia dovuto al magma proveniente dall'interno del vulcano o sia frutto dello sgretolamento del cratere; si può notare dalle prime foto che il lago, posto sul fondo della caldera, è ancora presente. (situazione al 4 settembre 2008)